# Pseudionella akuaku
Pseudionella akuaku är en kräftdjursart som beskrevs av Christopher B. Boyko och Williams 200. Pseudionella akuaku ingår i släktet Pseudionella och familjen Bopyridae. Inga underarter finns listade i Catalogue of Life.